# Carabanchel

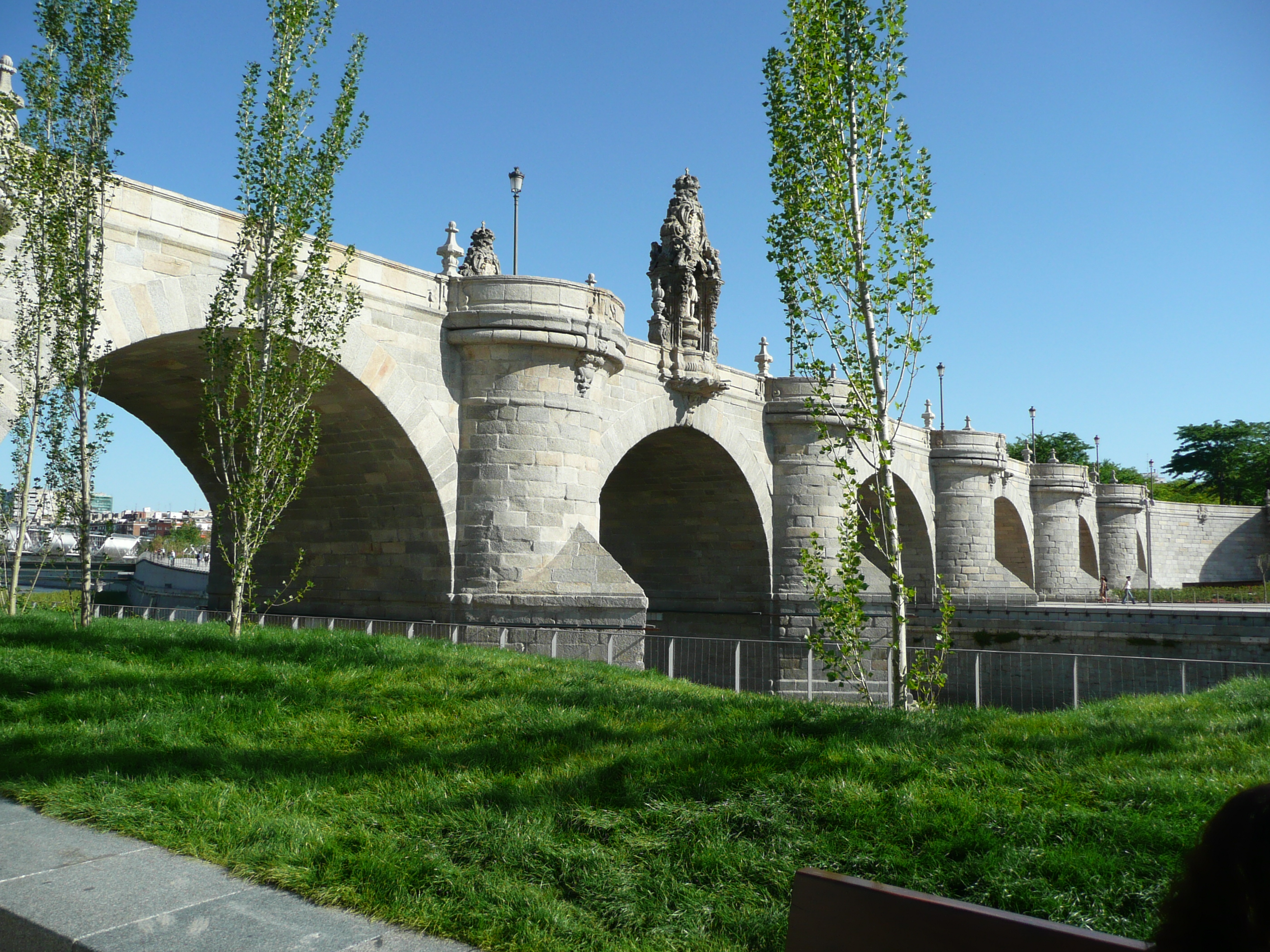
Le Pont de Tolède (Puente de Toledo) à Carabanchel de Madrid.

Carabanchel est l'un des vingt-et-un districts de la ville de Madrid. D'une superficie de 14 km2, il accueille 253 678 habitants.

## Monuments et lieux de mémoire
- La prison de Carabanchel, construite en 1940, fermée en 1998 et détruite en 2008, était connue pour avoir été le lieu de détention de nombreux prisonniers politiques durant la période franquiste[1].
- Le cimetière du Sacramental de San Lorenzo y San José

## Personnalités liées au quartier
- la comtesse Maria Manuela de Montijo (1794-1879), mère de l'impératrice Eugénie et grande amie et confidente de Prosper Mérimée, a vécu à Carabanchel où elle est décédée.
- Susana Vallejo (1968-), écrivaine espagnole de fantasy et de science-fiction, a grandi dans le quartier[2].